# Euselasia teleclus
Euselasia teleclus is een vlindersoort uit de familie van de prachtvlinders (Riodinidae), onderfamilie Euselasiinae.
Euselasia teleclus werd in 1787 beschreven door Stoll.